# Campeonato Mundial de Esportes Aquáticos de 1994
O Campeonato Mundial de Esportes Aquáticos de 1994 foi a sétima edição do Campeonato Mundial de Esportes Aquáticos. Foi realizado na cidade de Roma, na Itália, de 1 a 11 de setembro.

## Esportes
- Maratona aquática
- Natação sincronizada
- Natação
- Polo aquático
- Saltos ornamentais

## Quadro de Medalhas
| #  | País           | Gold. | Silver. | Bronze. | Total |
| -- | -------------- | ----- | ------- | ------- | ----- |
| 1  | China          | 16    | 10      | 2       | 28    |
| 2  | Estados Unidos | 7     | 10      | 8       | 25    |
| 3  | Rússia         | 5     | 7       | 5       | 17    |
| 4  | Austrália      | 5     | 3       | 4       | 12    |
| 5  | Hungria        | 3     | 3       | 4       | 10    |
| 6  | Finlândia      | 2     | 2       | 0       | 4     |
| 7  | Espanha        | 1     | 2       | 0       | 3     |
| 8  | Suécia         | 1     | 2       | 0       | 3     |
| 9  | Alemanha       | 1     | 1       | 6       | 8     |
| 10 | Canadá         | 1     | 1       | 3       | 5     |
| 11 | Itália         | 1     | 0       | 2       | 3     |
| 12 | Polónia        | 1     | 0       | 0       | 1     |
|    | Zimbabwe       | 1     | 0       | 0       | 1     |
| 14 | Japão          | 0     | 2       | 1       | 3     |
| 15 | Nova Zelândia  | 0     | 1       | 2       | 3     |
| 16 | Países Baixos  | 0     | 1       | 0       | 1     |
| 17 | Bélgica        | 0     | 0       | 2       | 2     |
|    | Brasil         | 0     | 0       | 2       | 2     |
|    | Costa Rica     | 0     | 0       | 2       | 2     |
| 20 | Lituânia       | 0     | 0       | 1       | 1     |
|    | México         | 0     | 0       | 1       | 1     |

## Resultados

### Maratona aquática
| Evento:         | Ouro:                        | Tempo   | Prata:                | Tempo   | Bronze:                        | Tempo   |
| 25 km Masculino | Greg Streppel Canadá         | 5:35.26 | David Bates Austrália | 5:36.31 | Alexei Akatiev Rússia          | 5:37.26 |
| 25 km Feminino  | Melissa Cunningham Austrália | 5:48.25 | Rita Kovács Hungria   | 5:50.13 | Shelley Taylor-Smith Austrália | 5:53.12 |

### Natação
| Evento:            | Ouro:                                                                  | Tempo      | Prata:                                                                        | Tempo    | Bronze:                                                                          | Tempo    |
| Livre              |                                                                        |            |                                                                               |          |                                                                                  |          |
| 50 m Masculino     | Alexander Popov Rússia                                                 | 22.17      | Gary Hall Jr. Estados Unidos                                                  | 22.40    | Raimundas Mazuolis Lituânia                                                      | 22.52    |
| 50 m Feminino      | Le Jingyi China                                                        | 24.51 WR   | Natalia Mesheryakova Rússia                                                   | 25.10    | Amy Van Dyken Estados Unidos                                                     | 25.18    |
| 100 m Masculino    | Alexander Popov Rússia                                                 | 49.12      | Gary Hall Jr. Estados Unidos                                                  | 49.41    | Gustavo Borges Brasil                                                            | 49.52    |
| 100 m Feminino     | Le Jingyi China                                                        | 54.01 WR   | Bin Lu China                                                                  | 54.15    | Franziska van Almsick Alemanha                                                   | 54.77    |
| 200 m Masculino    | Antti Kasvio Finlândia                                                 | 1:47.32    | Anders Holmertz Suécia                                                        | 1:48.24  | Danyon Loader Nova Zelândia                                                      | 1:48.49  |
| 200 m Feminino     | Franziska van Almsick Alemanha                                         | 1:56.78 WR | Bin Lu China                                                                  | 1:56.89  | Claudia Poll Costa Rica                                                          | 1:57.61  |
| 400 m Masculino    | Kieren Perkins Austrália                                               | 3:43.80 WR | Antti Kasvio Finlândia                                                        | 3:48.55  | Danyon Loader Nova Zelândia                                                      | 3:48.62  |
| 400 m Feminino     | Aihua Yang China                                                       | 4:09.64    | Cristina Teuscher Estados Unidos                                              | 4:10.21  | Claudia Poll Costa Rica                                                          | 4:10.61  |
| 800 m Feminino     | Janet Evans Estados Unidos                                             | 8:29.85    | Hayley Lewis Austrália                                                        | 8:29.94  | Brooke Bennett Estados Unidos                                                    | 8:31.30  |
| 1500 m Masculino   | Kieren Perkins Austrália                                               | 14:50.52   | Daniel Kowalski Austrália                                                     | 14:53.42 | Steffen Zesner Alemanha                                                          | 15:09.20 |
| Costas             |                                                                        |            |                                                                               |          |                                                                                  |          |
| 100 m Masculino    | Martín López-Zubero Espanha                                            | 55.17 CR   | Jeff Rouse Estados Unidos                                                     | 55.51    | Tamás Deutsch Hungria                                                            | 55.69    |
| 100 m Feminino     | Cihong He China                                                        | 1:00.57 CR | Nina Zhivanevskaya Rússia                                                     | 1:00.83  | Barbara Bedford Estados Unidos                                                   | 1:01.32  |
| 200 m Masculino    | Vladimir Selkov Rússia                                                 | 1:57.42 CR | Martín López-Zubero Espanha                                                   | 1:58.75  | Royce Sharp Estados Unidos                                                       | 1:58.86  |
| 200 m Feminino     | Cihong He China                                                        | 2:07.40 CR | Krisztina Egerszegi Hungria                                                   | 2:09.10  | Lorenza Vigarani Itália                                                          | 2:10.92  |
| Peito              |                                                                        |            |                                                                               |          |                                                                                  |          |
| 100 m Masculino    | Norbert Rózsa Hungria                                                  | 1:01.24    | Károly Güttler Hungria                                                        | 1:01.44  | Fred Deburghgraeve Bélgica                                                       | 1:01.79  |
| 100 m Feminino     | Samantha Riley Austrália                                               | 1:07.69 WR | Guohong Dai China                                                             | 1:09.26  | Yuan Yuan China                                                                  | 1:10.19  |
| 200 m Masculino    | Norbert Rózsa Hungria                                                  | 2:12.81    | Eric Wunderlich Estados Unidos                                                | 2:12.87  | Károly Güttler Hungria                                                           | 2:14.12  |
| 200 m Feminino     | Samantha Riley Austrália                                               | 2:26.87 CR | Yuan Yuan China                                                               | 2:27.38  | Brigitte Becue Bélgica                                                           | 2:28.85  |
| Borboleta          |                                                                        |            |                                                                               |          |                                                                                  |          |
| 100 m Masculino    | Rafal Szukala Polônia                                                  | 53.51      | Lars Frölander Suécia                                                         | 53.65    | Denis Pankratov Rússia                                                           | 53.68    |
| 100 m Feminino     | Limin Lu China                                                         | 58.98 CR   | Yun Qu China                                                                  | 59.69    | Susie O'Neill Austrália                                                          | 1:00.11  |
| 200 m Masculino    | Denis Pankratov Rússia                                                 | 1:56.54    | Danyon Loader Nova Zelândia                                                   | 1:57.99  | Chris-Carol Bremer Alemanha                                                      | 1:58.11  |
| 100 m Feminino     | Limin Lu China                                                         | 2:07.25 CR | Yun Qu China                                                                  | 2:07.42  | Susie O'Neill Austrália                                                          | 2:09.54  |
| Medley             |                                                                        |            |                                                                               |          |                                                                                  |          |
| 200 m Masculino    | Jani Sievinen Finlândia                                                | 1:58.16 WR | Greg Burgess Estados Unidos                                                   | 2:00.86  | Attila Czene Hungria                                                             | 2:01.84  |
| 200 m Feminino     | Bin Lu China                                                           | 2:12.34    | Allison Wagner Estados Unidos                                                 | 2:14.40  | Elli Overton Austrália                                                           | 2:15.26  |
| 400 m Masculino    | Tom Dolan Estados Unidos                                               | 4:12.30 WR | Jani Sievinen Finlândia                                                       | 4:13.29  | Eric Namesnik Estados Unidos                                                     | 4:15.69  |
| 400 m Feminino     | Guohong Dai China                                                      | 4:39.14    | Allison Wagner Estados Unidos                                                 | 4:39.98  | Kristine Quance-Julian Estados Unidos                                            | 4:42.21  |
| Revezamento Livre  |                                                                        |            |                                                                               |          |                                                                                  |          |
| 4x100 m Masculino  | Jon Olsen Josh Davis Ugur Taner Gary Hall Jr. Estados Unidos           | 3:16.90 CR | Roman Tchegolev Vladimir Predkin Vladimir Pyshnenko Alexander Popov Rússia    | 3:18.12  | Fernando Scherer Teófilo Ferreira André Teixeira Gustavo Borges Brasil           | 3:19.35  |
| 4x100 m Feminino   | Y Le Y Shan Lu Bin Le Jingyi China                                     | 3:37.91 WR | Angel Martino Nicole Haislett Amy Van Dyken Jenny Thompson Estados Unidos     | 3:41.50  | Franziska van Almsick Katrin Meissner Kerstin Kielgass Daniela Hunger Alemanha   | 3:42.94  |
| 4x200 m Masculino  | Christer Wallin Tommy Werner Lars Frölander Anders Holmertz Suécia     | 7:17.74    | Yury Mukhin Roman Tchegolev Vladimir Pyshnenko Denis Pankratov Rússia         | 7:18.13  | Andreas Szigat Christian Keller Oliver Lampe Steffen Zesner Alemanha             | 7:19.10  |
| 4x200 m Feminino   | Ying Le Aihua Yang Lu Bin Ouanbin Zhou China                           | 7:57.96 CR | Franziska van Almsick Julia Jung Kerstin Kielgass Dagmar Hase Alemanha        | 8:01.37  | Cristina Teuscher Nicole Haislett Janet Evans Jenny Thompson Estados Unidos      | 8:03.16  |
| Revezamento Medley |                                                                        |            |                                                                               |          |                                                                                  |          |
| 4x100 m Masculino  | Jeff Rouse Mark Henderson Eric Wunderlich Gary Hall Jr. Estados Unidos | 3:37.74 CR | Vladimir Selkov Vasili Ivanov Denis Pankratov Alexander Popov Rússia          | 3:38.28  | Tamás Deutsch Norbert Rózsa Péter Horváth Attila Czene Hungria                   | 3:39.47  |
| 4x100 m Feminino   | Cihong He Guohong Dai Limin Liu Le Jingyi China                        | 4:01.67 WR | Lea Maurer Kristine Quance-Julian Amy Van Dyken Jenny Thompson Estados Unidos | 4:06.53  | Nina Zhivanevskaya Olga Prokhorova Svetlana Pozdeeva Natalia Mesheryakova Rússia | 4:06.70  |

Legenda
| Recorde mundial       | Recorde mundial (World record)               |                       | Recorde africano                      | Recorde africano (African) |                                           | Q | Classificado por posição (Qualified) |
| Recorde do campeonato | Recorde do campeonato (Championship record)  | Recorde da América    | Recorde da América (Americas)         | q                          | Classificado por melhor tempo (Qualified) |   |                                      |
| Melhor marca do ano   | Melhor marca do ano (World leading)          | Recorde asiático      | Recorde asiático (Asian)              | DNS                        | Não largou (Did not start)                |   |                                      |
| Recorde nacional      | Recorde nacional (National record)           | Recorde europeu       | Recorde europeu (European)            | DNF                        | Não terminou (Did not finish)             |   |                                      |
| Recorde pessoal       | Recorde pessoal do atleta (Personal best)    | Recorde da Oceania    | Recorde da Oceania (Oceania)          | DSQ / DQ                   | Desclassificado (Disqualified)            |   |                                      |
| Recorde da temporada  | Recorde da temporada do atleta (Season best) | Recorde sul-americano | Recorde sul-americano (South America) | NM                         | Sem marca (No mark)                       |   |                                      |

### Nado Sincronizado
| Discipline | Ouro                               | Pontos  | Prata                         | Pontos  | Bronze                        | Pontos  |
| Solo       | Becky Dyroen-Lancer                | 191,040 | Fumiko Okuno                  | 187,306 | Lisa Alexander                | 186,826 |
| Dueto      | Becky Dyroen-Lancer e Jill Sudduth | 187,009 | Fumiko Okuno e Miya Tachibana | 186,259 | Lisa Alexander e Erin Woodley | 186,259 |
| Equipe     | Estados Unidos                     | 185,884 | Canadá                        | 183,263 | Japão                         | 183,215 |

### Saltos Ornamentais
| Evento                   | Ouro                             | Prata                           | Bronze                                |
| Trampolim 1m Masculino   | Ewan Stewart Zimbábue 382,14 pts | Wei Lan China 375,96 pts        | Brian Early Estados Unidos 351,59 pts |
| Trampolim 3m Masculino   | Zhoucheng Yu China 645,44 pts    | Dmitry Sautin Rússia 644,59 pts | Tiangling Wang China 638,22 pts       |
| Plataforma 10m Masculino | Dmitry Sautin Rússia 634,71 pts  | Sun Shuwei China 630,03 pts     | Vladimir Timoshinin Rússia 607,32 pts |
| Feminino                 | Lixia Chen China 279,30 pts      | Tan Shuping China 276,00 pts    | Annie Pelletier Canadá 273,84 pts     |
| Feminino                 | Tan Shuping China 548,49 pts     | Vera Ilyina Rússia 498,60 pts   | Claudia Bockner Alemanha 480,15 pts   |
| Feminino                 | Fu Mingxia China 434,04 pts      | Chi Bin China 420,24 pts        | María José Alcalá México 396,48 pts   |

### Polo aquático
| Evento    | Ouro    | Prata   | Bronze |
| Masculino | Itália  | Espanha | Rússia |
| Feminino  | Hungria | Holanda | Itália |